# Kristin Kreuková
Kristin Laura Kreuková (30. prosinec 1982, Vancouver, Kanada) je kanadská herečka a modelka. Nejlépe je známá díky roli Lany Langové v americkém seriálu Smallville (2001–2008), rolí Catherine Chandler v seriálu Kráska a zvíře (2012–2016) a rolí Joanny Hanley v seriálu Břemeno pravdy (od r. 2018)

## Životopis a kariéra
Její otec je Nizozemec, matka Číňanka narození v Indonésii, babička z matčiny strany má čínsko-jamajský původ. Má o pět let mladší sestru. Začínala v kanadském seriálu Edgemont, kde hrála Kanaďanku čínského původu. Později si zahrála i Sněhurku. Roli Lany v seriálu Smallville nejdříve nechtěla, ale po přečtení scénáře ji přijala. Hrála ve filmech Eurotrip, Hranice. V únoru 2012 získala hlavní roli v seriálu stanice The CW Kráska a zvíře. Seriál se začal vysílat na podzim roku 2012. Poslední díl se vysílal dne 25. srpna 2016.
V roce 2018 získala hlavní roli v seriálu z produkce CBS Television Břemeno pravdy. V dubnu bylo oznámeno, že stanice The CW získala práva na vysílání seriálu. CBS oznámilo objednání druhé řady.

## Filmografie

### Film
| Rok  | Název                                 | Role             | Poznámky            |
| ---- | ------------------------------------- | ---------------- | ------------------- |
| 1989 | The Wonder Years                      | Studentka        |                     |
| 2001 | Sněhová královna                      | Sněhurka         |                     |
| 2004 | Eurotrip                              | Fiona            |                     |
| 2007 | Hranice                               | Naseem Khan      |                     |
| 2009 | Street Fighter: The Legend of Chun-Li | Chun-Li          |                     |
| 2011 | Upír                                  | Maria Lucas      |                     |
| 2011 | Extáze                                | Heather Thompson |                     |
| 2012 | Space Milkshake                       | Tilda            |                     |
| 2017 | The Emissary                          |                  | krátkometrážní film |

### Televize
| Rok        | Název          | Role                               | Poznámky                    |
| ---------- | -------------- | ---------------------------------- | --------------------------- |
| 2001       | The Weekenders | Gina                               | díl: „My Punky Valentine“   |
| 2001-2005  | Edgemont       | Laurel Yeung                       | hlavní role, 70 dílů        |
| 2001-2009  | Smallville     | Lana Langová                       | hlavní role, 158 dílů       |
| 2004       | Zeměmoří       | Tenar                              | mini-seriál                 |
| 2009–2010  | Chuck          | Hannah                             | 4 díly                      |
| 2010       | Ben Hur        | Tirzah                             | mini-seriál, 2 díly         |
| 2012-2016  | Kráska a zvíře | Catherine Chandler                 | hlavní role, 70 dílů        |
| 2015       | Robot Chicken  | Oblina / Catherine Chandler (hlas) | díl: „Ants on a Hamburdger“ |
| 2018–dosud | Břemeno pravdy | Joanna Hanley                      | hlavní role                 |

### Videohry
| Rok  | Název       | Role          | Poznámky |
| ---- | ----------- | ------------- | -------- |
| 2017 | Shuyan Saga | Shuyan (hlas) |          |